# Půlnoc (hudební skupina)
Půlnoc byla česká rocková skupina. Skupinu založil počátkem roku 1988 Milan Hlavsa po rozpadu skupiny The Plastic People of the Universe. Do skupiny přešli z Plastic People kromě Hlavsy i zpěvačka Michaela Němcová, cellista Tomáš Schilla, klávesista Josef Janíček a violista Jiří Kabeš. Tuto sestavy dále doplnili kytarista Karel Jančák a bubeník Petr Kumandžas. Půlnoc převzala i některé skladby Plastic People.
Hlavsa chtěl kapelu původně pojmenovat Maskovaní bandité rytmu, nakonec ale zvolil název Půlnoc. Na rozdíl od The Plastic People of the Universe bylo Půlnoci dovoleno bez problémů koncertovat veřejně, dokonce mohla v roce 1989 vycestovat na turné do USA.
Skupina se rozpadla v roce 1993. Některé skladby Půlnoci pak převzala Hlavsova nová kapela Fiction.
V roce 2011 byla skupina na jeden rok obnovena u příležitosti desátého výročí od Hlavsovy smrti. Z těchto koncertů vzniklo koncertní album Kniha noci. Hlavsu nahradil u basy Petr Kumandžas, který v Půlnoci dosud hrál na bicí. Na jeho místo nastoupil Jiří Michálek z kapely Echt!. V roce 2012 absolvovala Půlnoc krátké turné se skupinou The Plastic People of the Universe. Skupina taktéž vystoupila během festivalu Habrovka v Praze 6. června 2014.
Cellista kapely Tomáš Schilla vyloučil, že by měly vzniknout nové písničky Půlnoci.

## Diskografie
- Půlnoc (1990)
- City of Hysteria (1991)
- Live in New York (1996) – koncertní album
- Kniha noci (2011) – koncertní album
- Údolí ohně /reunion tour 2012 live/ (2013) – koncertní album

## Členové
Původní sestava
- Milan Hlavsa – baskytara, zpěv
- Josef Janíček – klávesy
- Petr Kumandžas – bicí
- Tomáš Schilla – violoncello
- Jiří Kabeš – viola
- Karel Jančák – kytara
- Michaela Němcová – zpěv

Reunion 2012
- Michaela Němcová – zpěv
- Josef Janíček – klávesy, zpěv
- Tomáš Schilla – violoncello, zpěv
- Petr Kumandžas – baskytara
- Jiří Michálek – bicí
- Jiří Křivka – kytara